# Abraham Chebii
Abraham Chebii (Abraham Kosgei Chebii; * 23. Dezember 1979 in Kaptabuk bei Kapsowar, Marakwet District, Provinz Rift Valley) ist ein kenianischer Langstreckenläufer.
Nach seinem Abschluss an der Marakwet High School erhielt er einen Studienplatz an der Kenyatta University, konnte aber die Studiengebühren nicht aufbringen und wandte sich deshalb dem Laufsport zu. Nach einigen Erfolgen bei lokalen Crossläufen wurde er von Moses Kiptanui entdeckt, der ihm einen Vertrag mit der KIMbia-Gruppe von Dieter Hogen vermittelte.
Bei den Crosslauf-Weltmeisterschaften 2000 erzielte er seinen ersten großen internationalen Erfolg, als er auf der Kurzstrecke Fünfter wurde. 2003 gewann er den kenianischen Ausscheidungskampf über 5000 m für die Leichtathletik-Weltmeisterschaften in Paris/Saint-Denis, wurde aber im weiteren Verlauf der Saison von einer Wadenverletzung geplagt und kam bei den Weltmeisterschaften auf den fünften Platz.
In der nächsten Saison gewann er den nationalen Ausscheidungskampf für die Crosslauf-Weltmeisterschaften, kam dann aber wegen Beschwerden am Knie lediglich auf Platz 19 und gewann mit dem kenianischen Team Bronze. Nachdem das Knie ausgeheilt war, qualifizierte er sich über 5000 m für die Olympischen Spiele in Athen. Kurz zuvor brach jedoch die Wadenverletzung wieder auf, so dass er zwar den Vorlauf überstand, im Finale jedoch nicht das Ziel erreichte.
2005 gewann er bei den Crosslauf-Weltmeisterschaften Silber sowohl in der Einzel- wie auch in der Mannschaftswertung. 2007 und 2008 siegte er beim Great Ireland Run. 2009 gewann er den Würzburger Residenzlauf und wurde Zweiter beim Parelloop.
Abraham Chebii ist seit 2002 verheiratet und Vater von zwei Kindern (Stand 2005); er lebt in Eldoret.

## Persönliche Bestzeiten
- 1500 m: 3:38,5 min, 18. Juni 2004, Nairobi
- 1 Meile: 3:55,31 min, 4. Juni 2000, London
- 2000 m: 5:04,28 min, 8. Juni 2007, Villeneuve-d’Ascq
- 3000 m: 7:33,42 min, 20. August 2006, Monaco
  - Halle: 7:38,63 min, 21. Februar 2008, Stockholm
- 5000 m: 12:52,99 min, 27. Juni 2003, Oslo
- 10.000 m: 27:04,20 min, 4. Mai 2001, Palo Alto
- 10-km-Straßenlauf: 27:26 min, 24. März 2001, Mobile